# Cunene
Cunene é uma das 21 províncias de Angola, localizada na região sul do país. Sua capital está na cidade de Ondijiva, no município de Cuanhama.
Segundo as projeções populacionais de 2018, elaboradas pelo Instituto Nacional de Estatística, conta com uma população de 1 121 748 habitantes e área territorial de 78 342 km².
A província compreende os municípios de Cahama, Cuanhama, Curoca, Cuvelai, Namacunde e Ombadja. É nesta província que o rio Cunene ganha o seu nome.

## História
Como em toda a Angola, a população original da província era constituída por coissãs, cujo espaço foi progressivamente ocupado por povos bantos, no decorrer de uma migração que alcançou a região provavelmente entre os séculos XVI e XVII.

### Formação de entidades políticas
Devido às suas condições geográficas e ecológicas, esta região nunca chegou a ser densamente povoada. Os cuanhamas tiveram, porém, no século XVIII uma "massa crítica" suficiente para constituir uma unidade política com bastante estabilidade, o Reino Cuanhama.

### Ambições coloniais

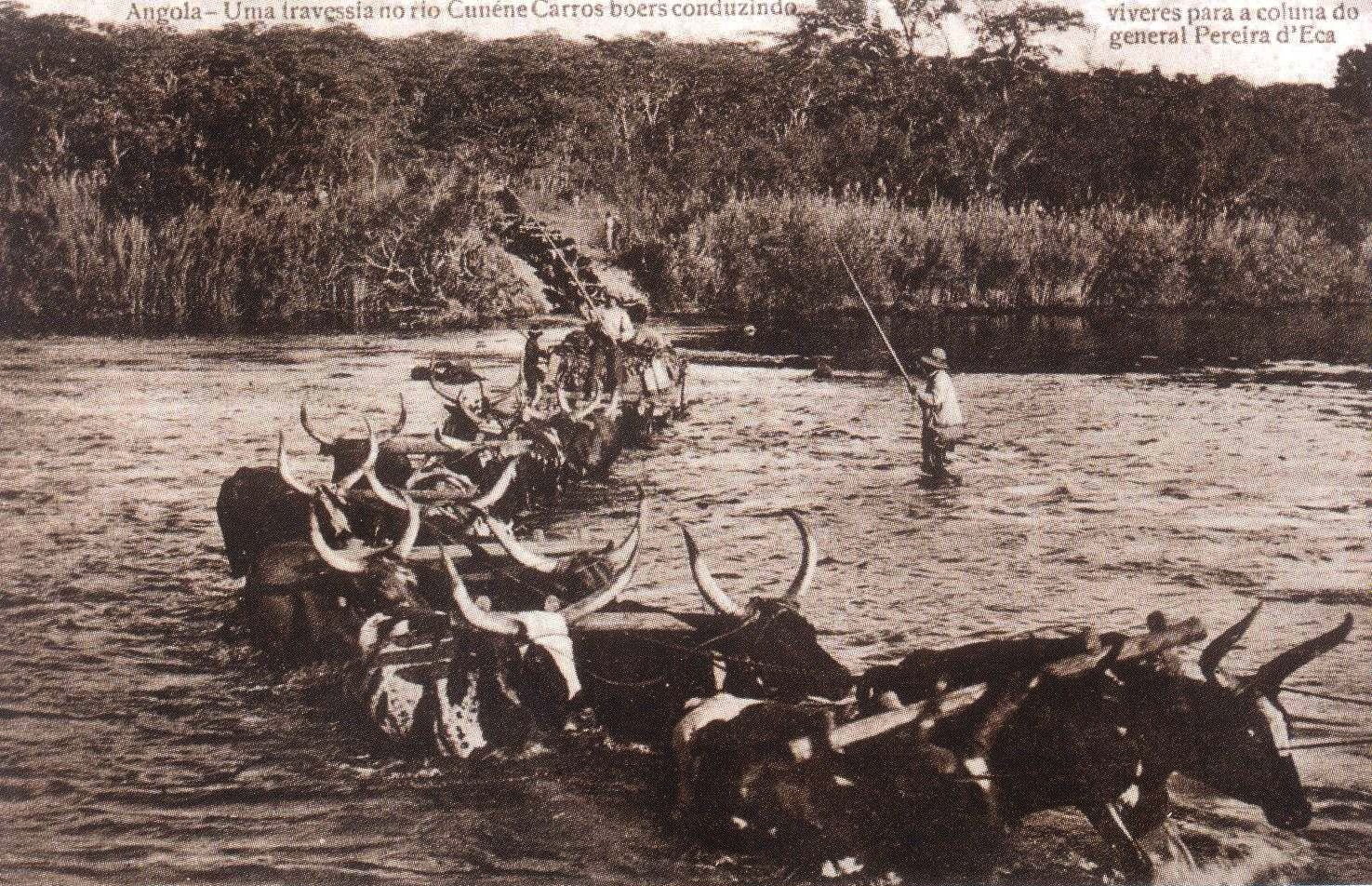
Colonos bôeres a atravessar o rio Cunene com víveres para a coluna do General Pereira d'Eça durante a Campanha do sul de Angola.

No século XIX, no quadro da "corrida europeia para África", as áreas ao sul e norte do rio Cunene suscitaram o interesse não apenas de Portugal, mas também da Grã-Bretanha e da Alemanha. Esta última obteve, na Conferência de Berlim, o território da Namíbia de hoje, que a norte tem como limite o rio Cunene.
Outra presença europeia de relevo para a região, no sentido de efetiva colonização, se deu na migração de bôeres, nas jornadas para as terras de sede (Dorsland Trek), onde a mesma fez surgir um subgrupo étnico chamado de angobôeres.
Portugal, na altura ainda com pouca presença na região, apressou-se a conquistar a área a norte do rio. Para tal teve que empenhar-se na Campanha do Sudoeste da África, somente conseguindo o seu objectivo só em meados dos anos 1910, depois de uma acirrada resistência da parte dos cuanhamas.
O facto de o rio Cunene tornar-se assim uma fronteira entre duas colónias pertencentes a duas potências coloniais diferentes não impediu a população ovambo, dividida por esta linha, de continuar a manter laços estreitos com os seus congéneres da respectiva outra margem.

### Guerra da Independência e Guerra Civil
Os habitantes da província envolveram-se relativamente pouco na luta pela independência de Angola na década de 1960, fato que permitiu aos cuanhamas certa atenção do poder colonial português no desenvolvimento de suas áreas.
Mesmo assim, a região foi relegada à uma extensão da Huíla; esse quadro somente mudou quando ocorreu a desanexação do então distrito da Huíla, a 10 de julho de 1970, fundando-se a província do Cunene, através do decreto 330/70.
Para os ovambos como um todo, o panorama de envolvimento na Guerra de Independência Angolana só viria ter início na década de 1970, pelo facto de Portugal ter permitido a apropriação de extensos terrenos da província por colonos brancos.

### Ocupação estrangeira
Logo após a abertura política em Portugal, o sul de Angola começou a ser alvo do regime sul-africano, no que viria a se tornar a Guerra de Independência da Namíbia. Esse período de ocupação militante estrangeira obrigou a retirada da administração governativa de Ondijiva para Matala por oito anos (agosto de 1981 a 1989), seguindo-se a reposição politica administrativa em Xangongo nos finais de 1989.
O conflito na Namíbia e o terror do apartheid levaram os povos da província a tomar partido na Guerra Civil Angolana pelo MPLA, mesmo diante de uma desconfiança geral com a liderança política por não alterar os problemas de transumância causados aos agro-pastores ainda pelos portugueses.

### Fim da guerra civil até a atualidade
A totalidade dos serviços administrativos foram finalmente transferidos de Xangongo para Ondijiva somente em 2002, quando se inicia a reabilitação de infraestruturas da província.
Desde a independência e o final da guerra civil, a população da província encontra-se num processo de integração social e política que varia bastante de grupo para grupo.

## Geografia
A província do Cunene limita-se ao norte com a província de Huíla; ao leste com a província de Cuando-Cubango; ao sul com a Namíbia, e; a oeste com província de Namibe.

### Clima
Segundo a classificação climática de Köppen-Geiger, a província tem três faixas climáticas bem definidas: o clima oceânico (Cwb), dominante no norte; clima subtropical úmido (Cwa), presente em uma pequena faixa no leste, e; clima semiárido quente (BSh), dominante no extremo sul, sendo inclusive o clima da capital.

### Demografia
O grosso da população, concentrada ao centro e sul, faz parte de diferentes grupos dos povos ovambos, entre os quais os cuanhamas se destacam pelo seu peso demográfico. Os nhaneca-humbes, mais ao norte, da qual destacam-se os hingas, têm modo de vida semelhante ao dos ovambos. Grupos dispersos de chócues, hereros e ganguelas distinguem-se pelo facto de serem exclusivamente agricultores, e grupos residuais de coissãs continuam a sobreviver pela caça e recoleção. Com a excepção destes últimos, todas as etnias são bantos. Frações de populações ambundas, provenientes de migrações das guerras, habitam nas grandes cidades provinciais, enquanto que há nas mesmas grupos menores miscigenados de angobôeres e luso-angolanos.
Na sua grande maioria, a população do Cunene é constituída por agro-pastores, ou seja, grupos étnicos que vivem essencialmente do seu gado bovino, mas complementarmente por uma (limitada) agricultura de subsistência. Em virtude da escassez do pasto, as manadas são criadas e mantidas num regime de transumância que implica migrações regulares.

### Ecologia, flora e fauna
Domina o norte da paisagem da província a ecorregião das "florestas de miombo angolanas", com flora de savana de folha larga decídua úmida e floresta com domínio de miombo, além de pastagens abertas. No oeste e sudoeste da província predominam as "florestas angolanas de mopane", caracterizada por árvores de mopane de caule único, arbustos e matagais densos, existente graças aos canais de drenagem, conhecidos como iishana (singular oshana) da bacia do Cuvelai-Etosha. Na faixa sul e sudeste predominam as "florestas Zambezianas de Baikiaea", com matagais e pastagens numa floresta decídua seca dominada pela árvore Baikiaea plurijuga. Por fim, no extremo-sudoeste há as "florestas de escarpa do Namibe", ecorregião desértica de matagal xérico influenciada pelo deserto do Namibe.
Dentre as espécies endêmicas da província cunenense destacam-se a hiena-castanha, o caracal, a raposa-orelhas-de-morcego, o chacal-de-dorso-negro, a rã-da-chuva-do-deserto e o camaleão-de-aba-no-pescoço.

#### Patrimônio natural
Na província existe o Parque Nacional da Mupa, na área das florestas de miombo angolanas, única área de proteção permanente do Cunene.

### Hidrografia
O principal acidente geográfico da província é o rio Cunene que, com sua importante bacia, e seu grande afluente o Caculuvar, irriga as terras áridas que atravessa. Outros rios muito importantes são o Cuvelai — que esta inserido na bacia endorreica do Cuvelai-Etosha —, o Curoca e o Cubango (inserido na bacia endorreica do Calaári).

### Relevo
A fisiologia cunenense é dominada por três zonas principais, sendo: as franjas do Planalto da Huíla, que margeia todo o norte e noroeste; a Planície do Cuvelai, que domina a maior parte do território provincial, com grandes extensões arenosas de norte a sul, e; a Serra da Chela, com grandes cordilheiras ao oeste e sudoeste.

## Economia

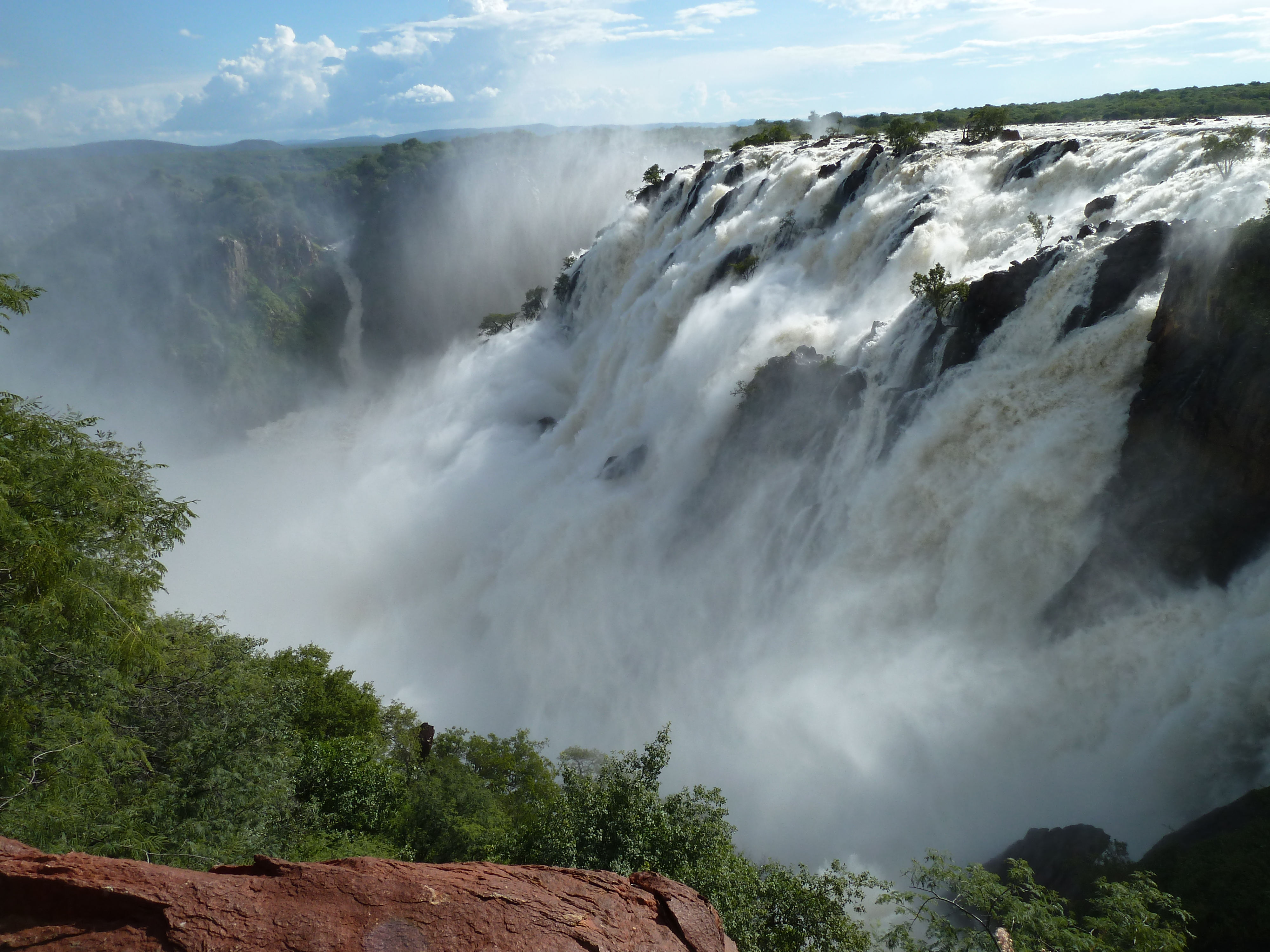
Quedas do Ruacaná, em 2011

Dado a característica árida que predomina em boa parte do território provincial, não é na agricultura que sustenta a economia do Cunene. O comércio e os serviços estão entre os principais fatores geradores de divisas para a província.
Ondijiva, a maior das cidades da província, está a sair lentamente de um longo período de estagnação.

### Agropecuária e extrativismo
Na lavoura temporária o destaque está no cultivo da melancia, milho, massango, trigo, arroz e soja. O clima oceânico temperado permite ainda a existência de culturas de uva de mesa e hortícolas. Tais atividades só são possíveis graças às irrigação, usando as águas das bacias do Cunene e Cuvelai-Omuramba, além da barragem do Calueque.
Já no componente da pecuária para corte e leite, há uma relevância principalmente na criação de gado, suínos e cabras; ainda existe a criação de aves para carne e ovos, além da pesca fluvial.

### Indústria e mineração
Os principais polos industriais da província estão em Ondijiva, especializada em construção civil, alimentos e bebidas, e; em Santa Clara do Cunene, na agroindústria e na transformação de diamantes.
Uma das fontes de renda da província vem da produção hidroelétrica da Central Hidroelétrica do Ruacaná, que provém energia ao Cunene, às províncias vizinhas e à Namíbia.

### Comércio e serviços
O setor de comércio e serviços é um grande motor da província na medida em que disponibiliza produtos básicos por meio de centros atacadistas na capital. Os centros atacadistas também suprem as necessidades do norte da Namíbia.
Já no setor de serviços os grandes sustentáculos estão nos serviços financeiros e de entretenimento, além dos centros hospitalares e na oferta de ensino.
Os serviços relacionados ao turismo, como hotelaria, agências de viagens e lojas especializadas, concentram-se em atividades de ecoturismo ao longo do rio Cunene, no Parque Nacional da Mupa e nas quedas do Ruacaná.

## Cultura e lazer
A província cunenense possui algumas das manifestações culturais riquíssimas, dentre elas a arte marcial e jogo tradicional Engolo.